# Diether F. Domes
Diether F. Domes (* 1. Juli 1939 in Witteschau, damals Landkreis Hohenstadt, heute Vitošov bei Hrabová; † 16. Oktober 2016 in Tettnang) war ein deutscher Künstler.

## Leben
Diether F. Domes wurde in Witteschau im damaligen Landkreis Hohenstadt als erstes von sieben Kindern eines Lehrers geboren. Nach der Vertreibung aus der Tschechoslowakei lebte die Familie in Hessen. Domes besuchte ab 1958 die Glasfachschule in Hadamar. Von 1959 bis 1963 absolvierte er eine Ausbildung für Glaskunst sowie Bau- und Wandmalerei an der bauhausorientierten Werkkunstschule Kassel. Nach seinem Abschluss war er als freier Mitarbeiter in der Mosaikwerkstatt des Bildhauers Berthold Müller-Oerlinghausen in Kressbronn tätig. Von 1964 bis 1966 studierte er bei Georg Meistermann an der Akademie der Bildenden Kunst Karlsruhe. Das Studium schloss er als Meisterschüler ab. Anschließend arbeitete Domes als freischaffender Künstler. Sein erstes Atelier hatte er in Nonnenhorn und später in Langenargen und Eriskirch-Mariabrunn.
Domes hielt regelmäßig Gastvorlesungen an der Technischen Universität Dresden, am Deutschen Farbenzentrum Berlin, an der Burg Giebichenstein Kunsthochschule Halle und im Museum der bildenden Künste Leipzig.
Von 1981 bis 1985 war er geschäftsführendes Vorstandsmitglied der Künstlervereinigung Sezession Oberschwaben-Bodensee (SOB).

## Werk

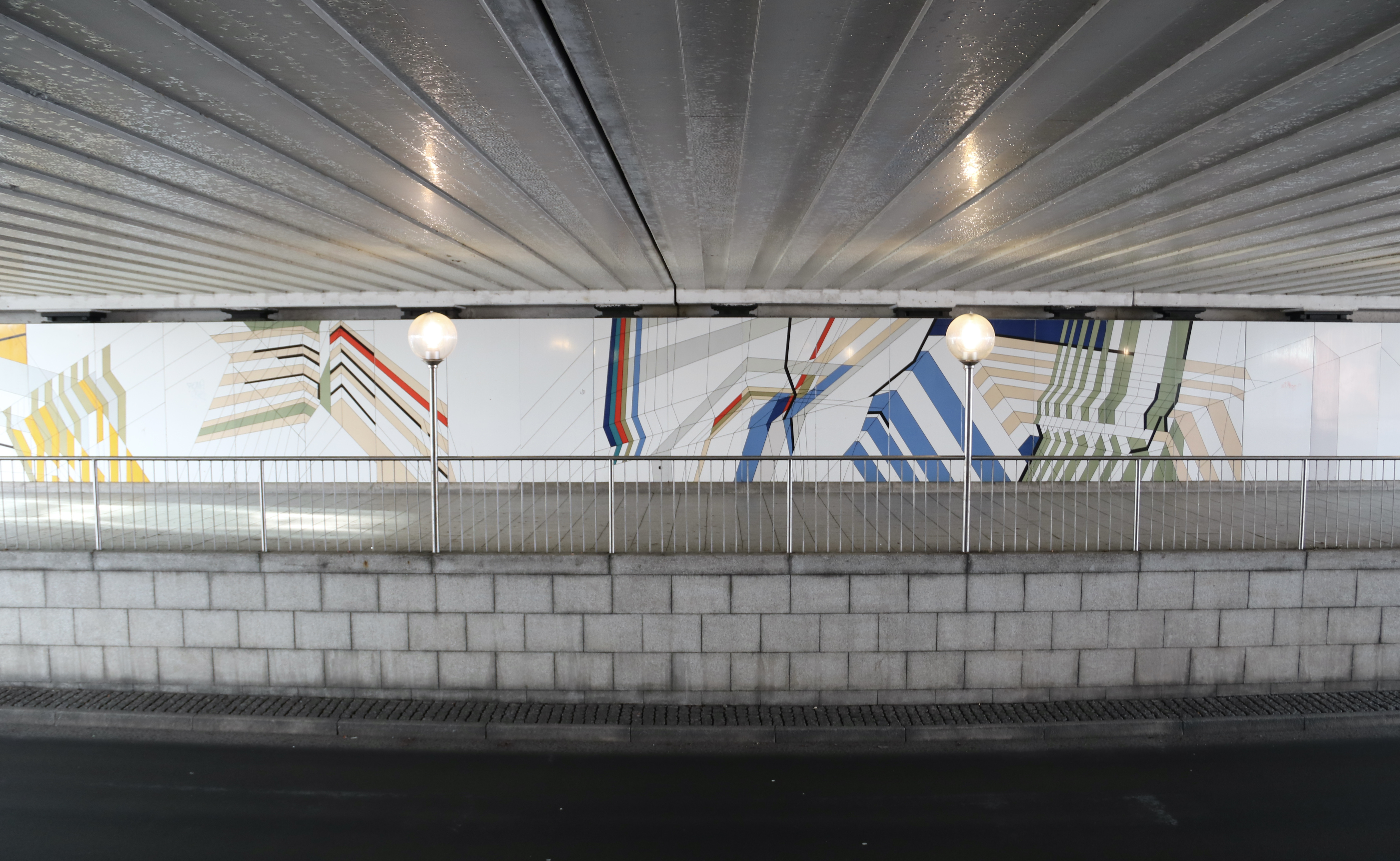
Diether F. Domes: Unterführung in Friedrichshafen

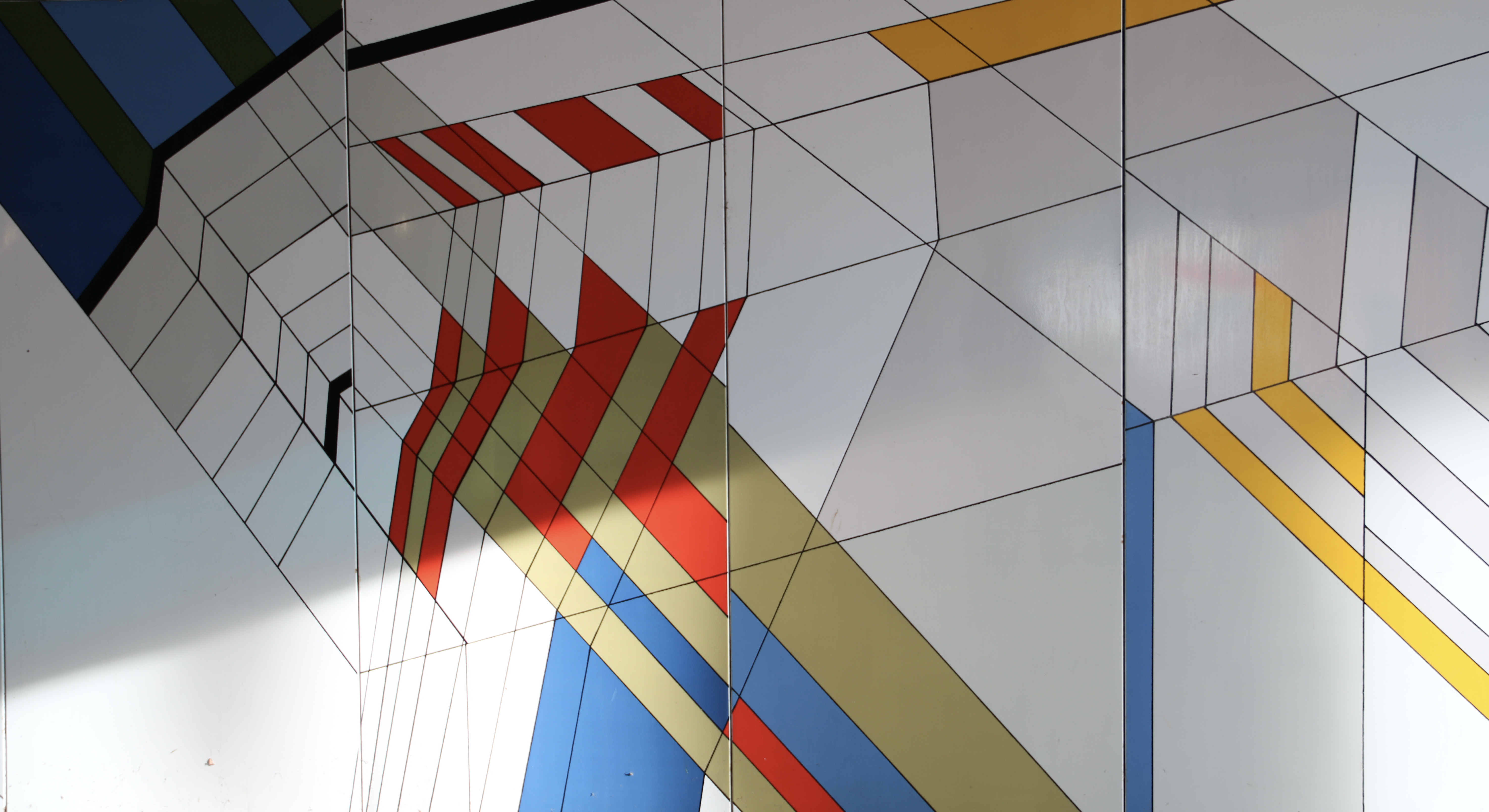
Diether F. Domes: Unterführung in Friedrichshafen

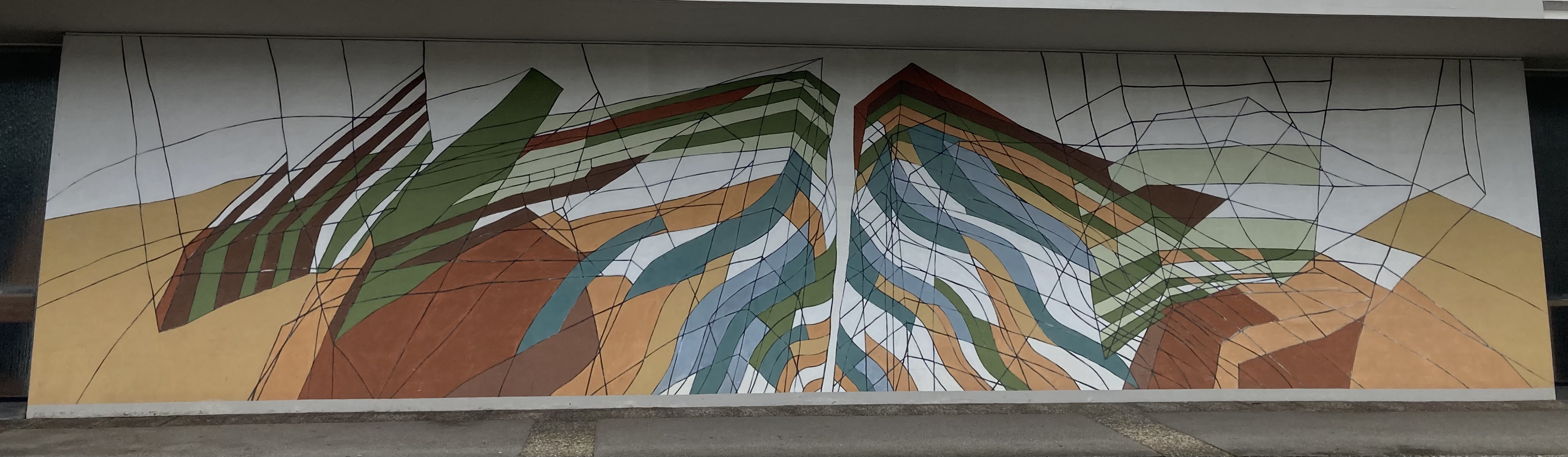
St. Columban Kirche Friedrichshafen Eingang

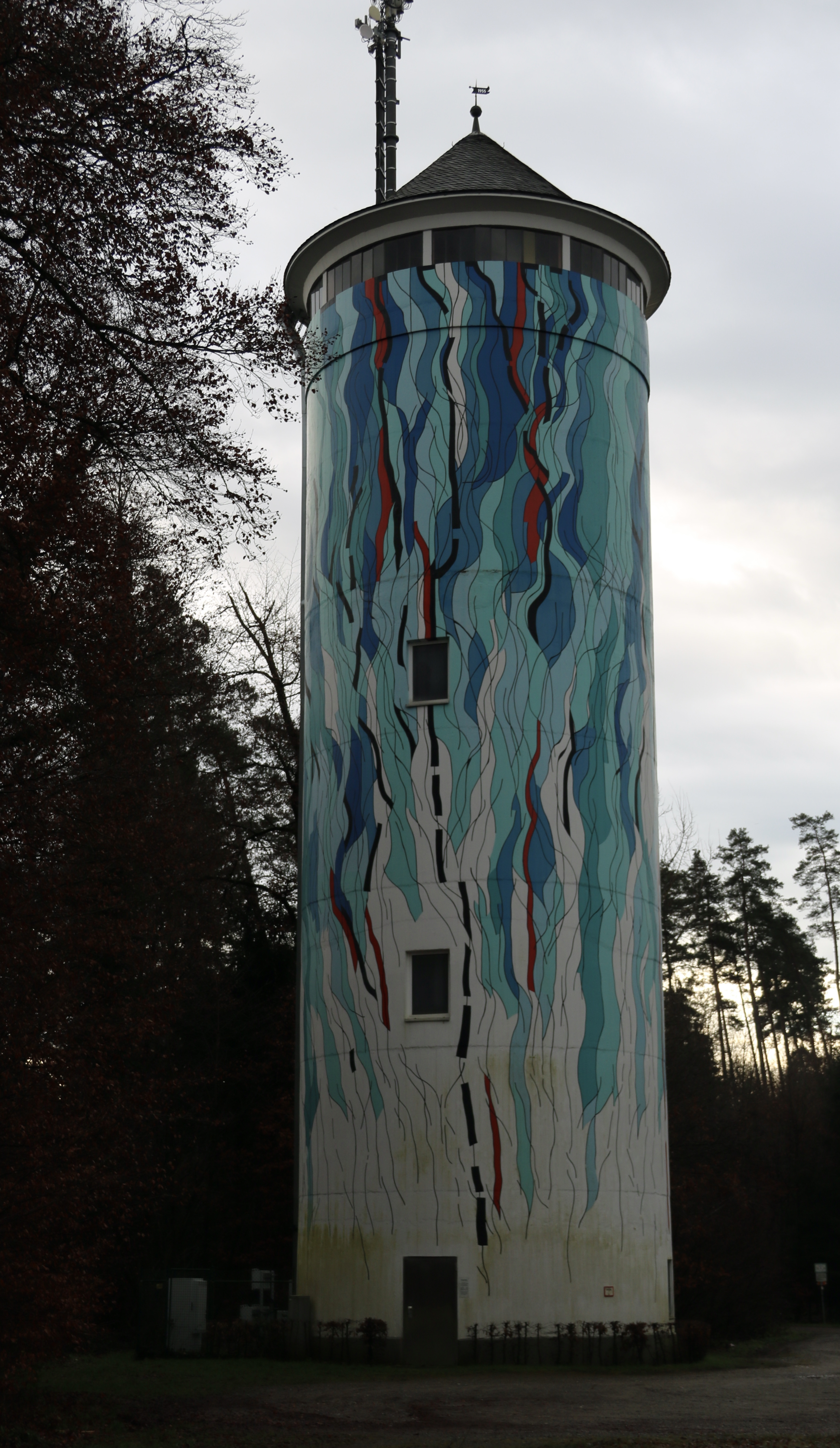
Wasserturm Eriskirch

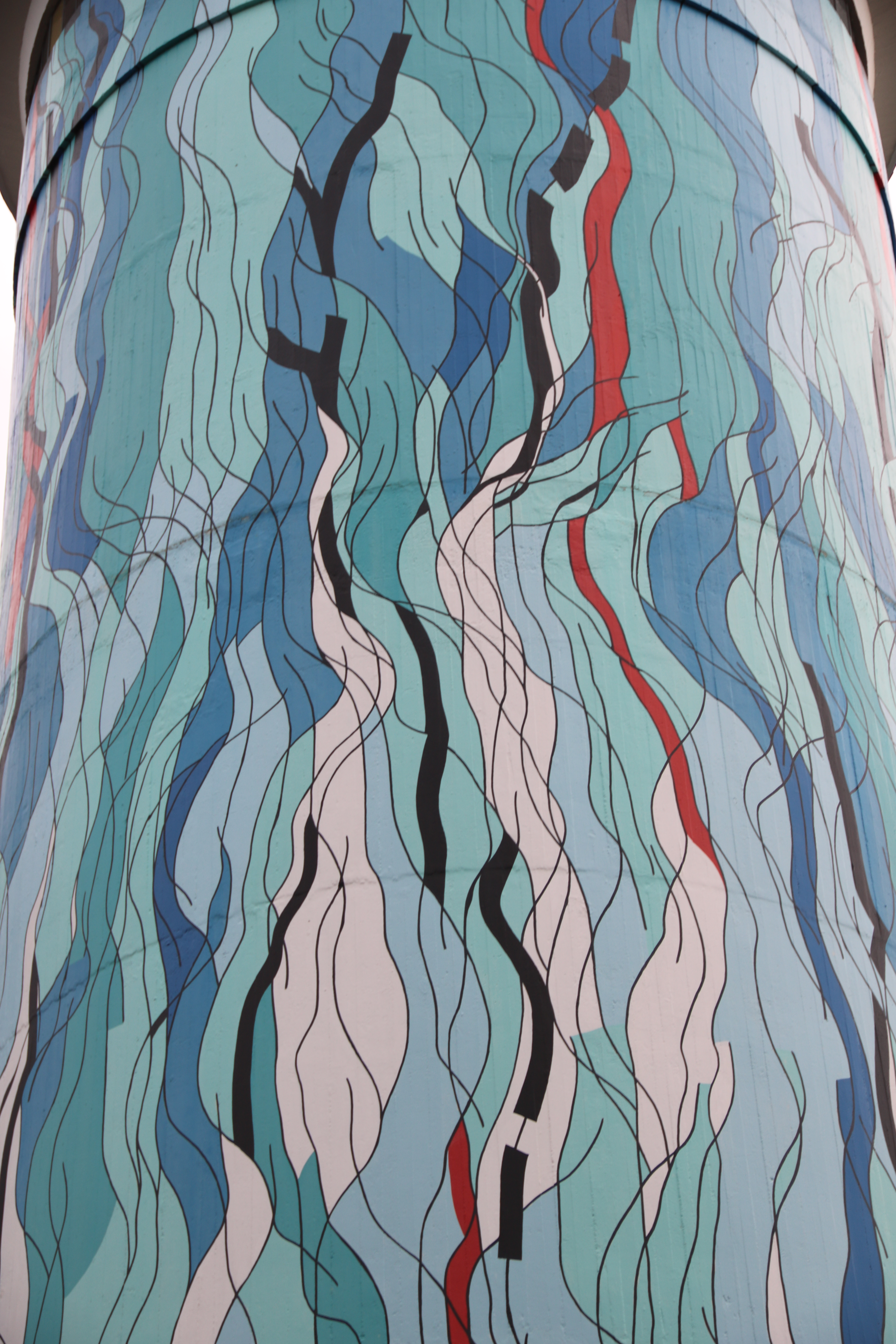
Wasserturm Eriskirch Detail

Domes hinterließ ein vielfältiges Werk. Er experimentierte mit Materialien, Gattungen und Formen und setzte u. a. Arbeiten mit Glas, Keramik, Holz, Metall, Textilien und Neonröhren um. Seine Hauptausdrucksformen waren jedoch die Zeichnung und die Glasgestaltung. Seine Farbfenster und Glaswände sind in vielen Kirchen und Kapellen anzutreffen. Gleichzeitig gestaltete Domes auch Räume. In einer modernen Form der Kunst am Bau realisierte er mit verschiedenen Materialien monumentale Kunstprojekte im öffentlichen Raum, in Universitäten, Krankenhäusern, aber auch an privaten Bauten. Domes ist „mit seiner Kunst auf die Straße gegangen und hat damit auf Ortsbilder, auf Fassaden und Bauwerke Einfluss genommen.“
Zentrale Elemente seiner Bildaufbauten sind Linienstrukturen und Farben. Oft ist es Rot, dem er Blau-, Grau- und Grüntöne entgegensetzt. Schwarze Bänder unterbrechen die Strukturen der Linien und dramatisieren den Bildinhalt. „Linie, Farbe und Licht sind die Grundlagen für Domes’ Formvariationen. Das gilt für seine Zeichnungen, Aquarelle, Siebdrucke und Fenster, die Wand- und Deckengestaltungen. In gewisser Weise findet Domes’ Strukturierung in eine neue Art des Konstruktivismus“.
Für Domes waren sogenannte Klang-Zeichen-Aktionen ein wichtiger Bestandteil seines künstlerischen Schaffens. Domes zeichnete dabei zu Live-Musik vor Publikum großformatige Bilder. Die meisten Klang-Zeichen-Aktionen entstanden zusammen mit dem Musiker Michael T. Otto.

### Werke (Auswahl)
- 1964: Kreiskrankenhaus, Tettnang: Kapelle, Glaswand
- 1970: Kath. Pfarrkirche St. Martin Pfaffendorfer Höhe, Koblenz: Glasfenster
- 1972: Bischöfliches Cusanus-Gymnasium, Koblenz: Emaille-Fassade[9]
- 1972, 1986: Volksbank Saulgau: Wandteppich
- 1972: Studentenwohnheime Universität Mainz: Gestaltung der Aufzugtürme
- 1972: Kath. Pfarrkirche Maria Hilfe der Christen, Kressbronn: Glasfenster
- 1972, 1988: Park-Realschule Kressbronn: Wandmalerei und Außenfassade
- 1975: Realschule Kißlegg: Deckenmalerei Treppenhaus
- 1980: Katholische Pfarrkirche Neukirch bei Tettnang: Glasfenster
- 1982: Evangelische Kirche, Mühlheim am Main:Glasfenster
- 1984: Verwaltungsgebäude AOK, Balingen: Treppenhaus Wandmalerei
- 1984: Berufliches Schulzentrum, Friedrichshafen: Eingangshalle Deckenmalerei,
- 1984: St. Columban, Friedrichshafen: Wandmalerei Fassade und Glasfenster
- 1984: Caritas-Altenheim Neugereut, Stuttgart: Glaswand Kapelle
- 1985: Evangelische Kirche, Baumholder: Glasfenster
- 1985: Kreissparkasse Hauptverwaltung, Nürnberg: Rückwand Cafeteria und Treppenhaus/Wandmalerei, Schalterhalle Holzrelief
- 1986: Neuapostolische Kirche, Karlsruhe: Glasfenster und Eingangsportal
- 1987: Berufliches Schulzentrum, Überlingen: Glaswand Cafeteria
- 1988: Münzhof, Langenargen: Bühnenvorhang und Aquarelle im Foyer
- 1988: Verwaltungsgebäude NAK, Stuttgart: Wandreliefs Holz/Putz/Granit
- 1988: Berufsförderungswerk Bad Wildbad: Holzrelief Treppenhaus
- 1989: Dialysezentrum, Freiburg: Wandmalerei Treppenhaus
- 1989: Riedleparkunterführung, Friedrichshafen: Seitenwände Emaille
- 1989/1990: Patrizierbräu, Fürth: Fassadengestaltung Gärhochlager
- 1989/1990: Fernmeldeamt, Ulm: Holzrelief Treppenhaus
- 1990: Ökumenisches Gemeindezentrum Diezenhalde, Böblingen: Glasfenster
- 1990: IBM-Verwaltungsgebäude der Hofkammer, Friedrichshafen: Treppenhaus/Holzrelief
- 1990: Kath. Pfarrkirche, Hargesheim: Glasfenster
- 2005: Paramente der Frauenkirche, Dresden
- 2009: Nürnberger Wasserlicht, Nürnberg: Glasbrunnen
- 2009: Augustinum, Stuttgart: Gestaltung Glaskapelle
- 2014: St. Mauritius-Kirche Oberengstringen (Schweiz): Altarwand

## Auszeichnungen
- 1965: Akademiepreis Karlsruhe
- 1968: Staatspreis Baden-Württemberg des Landesgewerbeamtes für Glas[4]
- 1978: Staatspreis Rheinland-Pfalz für Kunst + Architektur (für die Gestaltung des Foyers im A/B-Gebäude der Universität Trier)[3]
- 1982: Staatspreis Baden-Württemberg[4] des Landesgewerbeamtes für die Glasbildserie „GEO“
- 1982: 1. Preis Wettbewerb für die künstlerische Gestaltung des Hörsaalfoyers der Universität Kaiserslautern
- 1984: 1. Preis Wettbewerb für die künstlerische Gestaltung der Glaswände der Staatsphilharmonie in Ludwigshafen[10]
- 1991: Sudetendeutscher Kulturpreis für Bildende Kunst und Architektur[3]
- ab 1994: KLANG-ZEICHEN-AKTIONEN, u. a. in Zürich, München, Kaiserslautern, Stadttheater Herford, Grimma/Sachsen
- 2001: Wasserturm Eriskirch
- 2003: Kulturpreis der Kunst- und Kulturstiftung des Bodenseekreises[4]
- 2003: 1. Preis Wettbewerb für die Paramente der Frauenkirche, Dresden
- 2004: 1. Preis Wettbewerb für die Glasfenster St. Urban, Freiburg
- 2005: 1. Preis Wettbewerb für die Glasfenster der Jugendstil-Kirche St. Michaelis, Adorf/Vogtland

## Ausstellungen (Auswahl)
- 1989: Diether F. Domes. Sonderausstellung im Rahmen der 15. Hilzinger Kunstausstellung, Hilzingen
- 1990: Diether F. Domes. Werkübersicht 1963–1990. Museum Langenargen am Bodensee
- 1999: Diether F. Domes – ... bis heute: Spuren legen nach vorne... Museum Langenargen am Bodensee
- 2003: Such-Bewegung. Arbeiten auf Papier, Photographie, Glasmalerei und Architektur-Projekte von Diether F. Domes. Georg-Meistermann-Museum Wittlich, Städtische Galerie für Moderne Kunst
- 2010: Diether F. Domes – Abenteuer des Sehens. Museum Langenargen am Bodensee
- 2017: Diether F. Domes – realisierte Utopien. Das Werk 1960–2016. Rotes Haus Meersburg und Museum Langenargen am Bodensee
- 2024: ‘‘timeless - Erinnerungen wachhalten Diether F. Domes‘‘. Werkübersicht mit vielen bislang nicht ausgestellten Werken aus der Sammlung Familie Domes und Landratsamt Bodenseekreis.

## Publikationen (Auswahl)

### Als Illustrator
- Erich Legler: Höchster dein sind Ehre und Lobpreis. Der Sonnengesang. Mit Illustrationen von Diether F. Domes. Kunstverlag Fink, Lindenberg 2013, ISBN 978-3-89870-782-4.

### Ausstellungskataloge
- Katalog der 15. Hilzinger Kunstausstellung. Mit der Sonderausstellung Diether F. Domes. Hrsg.: Förderkreis Kunst und Kultur, Hilzingen 1989, DNB 942883632
- Diether F. Domes. Werkübersicht 1963–1990. Hrsg.: Museum Langenargen am Bodensee. Gesserl, Friedrichshafen 1990, ISBN 3-922137-73-3.
- Eduard Hindelang (Hrsg.): Diether F. Domes – ... bis heute: Spuren legen nach vorne... Verlag Gessler, Friedrichshafen 1999, ISBN 3-86136-038-1.
- Justinus Maria Calleen (Hrsg.): Such-Bewegung. Arbeiten auf Papier, Photographie, Glasmalerei und Architekturprojekte. Georg-Meistermann-Museum, Wittlich 2003; ISBN 3-9805908-7-9.
- Eduard Hindelang (Hrsg.): Diether F. Domes – Abenteuer des Sehens. Museum Langenargen, 2010, ISBN 978-3-00-030742-3
- Stefan Feucht (Hrsg.): Diether F. Domes – realisierte Utopien. Das Werk 1960–2016. Verlag Kulturamt Bodenseekreis, Salem 2017, ISBN 978-3-945396-07-0.